# Qisheng
Il Qisheng (tradizionale: 棋聖; semplificato: 棋圣; Pinyin: Qíshèng) è una competizione goistica organizzata dall'Associazione cinese di go. È omologa al titolo di Kisei della Nihon Ki-in giapponese e al Kiseong della Hanguk Kiwon coreana. La parola «qíshèng» significa «santo del go».
La prima versione della competizione ebbe inizio nel 1999 e andò avanti per tre edizioni, con finale al meglio delle sette partie. La seconda versione è iniziata nel 2013 (洛阳龙门杯中国围棋棋圣战), ha avuto una pausa tra il 2015 e il 2017, riprendendo con un nuovo sponsor (洛阳白云山杯中国围棋棋圣战), per poi interrompersi nel 2020, e riprendere per un'edizione nel 201. L'ultima versione del Qisheng consiste in un torneo preliminare in cui 32 giocatori competono l'uno contro l'altro per determinare lo sfidante del detentore del titolo, ovvero il vincitore dell'anno precedente. Il torneo preliminare è a eliminazione diretta, mentre il titolo si decide con un incontro al meglio delle cinque partite.
A partire dal 2018, la borsa del vincitore è di 600.000 yuan (€ 76.000), quella del secondo arrivato di 150.000 yuan (€ 19.000), 45.000 yuan (€ 6.000) per chi si ferma in semifinale.

## Vincitori e finalisti
| Anno | Vincitore   | Risultato | Finalista     |
| ---- | ----------- | --------- | ------------- |
| 1999 | Chang Hao   | 4–3       | Ma Xiaochun   |
| 2000 | Zhou Heyang | 4–0       | Chang Hao     |
| 2001 | Yu Bin      | 4–2       | Zhang Wendong |

| Edizione | Anno | Vincitore    | Risultato | Finalista    |
| -------- | ---- | ------------ | --------- | ------------ |
| 1        | 2013 | Zhou Ruiyang | 3–2       | Tuo Jiaxi    |
| 2        | 2014 | Zhou Ruiyang | 3–1       | Lian Xiao    |
| 3        | 2018 | Lian Xiao    | 2-1       | Zhou Ruiyang |
| 4        | 2019 | Ke Jie       | 2-1       | Lian Xiao    |
| 5        | 2021 | Ke Jie       | 2-0       | Shi Yue      |
| 6        | 2025 | in corso     | in corso  | in corso     |